# Distrikt Neshuya
Der Distrikt Neshuya liegt in der Provinz Padre Abad in der Region Ucayali in Nordost-Peru. Der Distrikt wurde am 16. März 2015 aus Teilen des Distrikts Irázola gebildet. Er hat eine Fläche von 624 km². Beim Zensus 2017 wurden 9003 Einwohner gezählt. Sitz der Distriktverwaltung ist die etwa 190 m hoch am Río Neshuya gelegene Kleinstadt Monte Alegre mit 4518 Einwohnern (Stand 2017). Monte Alegre liegt 75 km nordöstlich der Provinzhauptstadt Aguaytía sowie 50 km westsüdwestlich der Regionshauptstadt Pucallpa. Die Fernstraße von Aguaytía nach Pucallpa verläuft durch den Distrikt und am Hauptort Monte Alegre vorbei. 

## Geographische Lage
Der Distrikt Neshuya liegt im Osten der Provinz Padre Abad. Er hat eine Längsausdehnung in Nord-Süd-Richtung von knapp 38 km sowie eine maximale Breite von 22 km. Der Río Neshuya, ein rechter Nebenfluss des Río Aguaytía, durchquert den Süden des Distrikts und anschließend entlang der nordöstlichen Distriktgrenze in nördlicher Richtung. Der Distrikt liegt am Westrand des Amazonasbeckens. In dem Areal wurde der ursprüngliche Regenwald weitflächig gerodet.
Der Distrikt Neshuya grenzt im Süden an den Distrikt Alexander von Humboldt, im Westen an den Distrikt Irázola, im Norden an den Distrikt Curimaná sowie im Osten an den Distrikt Campoverde (Provinz Coronel Portillo).